# دالوز
دالوز (انگلیسی: Dalloz) انتشاراتی فرانسوی است به طور اختصاصی به مسائل حقوقی می پردازد این انتشارات نخستین بار در سال ۱۸۴۵ توسط دزیره دالوز و برادرش آرماند تاسیس شد کتاب های این موسسه شاخه های مختلف حقوقی را در بر می گیرد و مجله حقوقی دالوز نیز از شهرت بسزایی بهره مند است.